# Kollegiatkirche Neuenburg

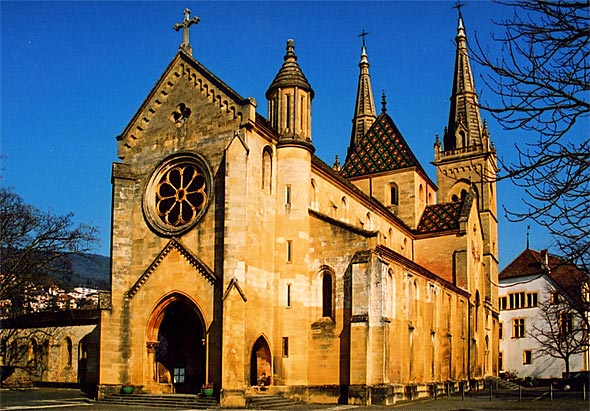
Kollegiatkirche Neuenburg

Die Kollegiatkirche Neuenburg (frz. Collégiale de Neuchâtel) ist ein reformiertes Gotteshaus der Église réformée évangélique du canton de Neuchâtel in Neuenburg, Schweiz. Es handelt sich um eine dreischiffige Basilika mit Zwillingstürmen. Auffallend ist der ausgeprägte Vierungsturm mit eigenen Fenstern (Obergaden). Das Dach ist mit farbigen Ziegeln gedeckt. Sie steht neben dem Schloss Neuenburg und war einst Stiftskirche und Maria geweiht (Notre Dame). Der gotische Kreuzgang im Norden der Anlage ist erhalten.

## Geschichte
Mit dem Bau der Kirche wurde um 1190 begonnen, zuerst im romanischen Stil, während die oberen und die westlichen Partien sowie der Kreuzgang der Gotik zuzurechnen sind. Die Türme wurden später erbaut, der Südturm in der zweiten Hälfte des 13. Jahrhunderts, der Nordturm während der Restauration zwischen 1867 und 1870. Die Formensprache der Architektur ist nüchtern und verzichtet weitgehend auf typisch gotische Elemente wie Krabben, Fialen oder Wimperge. Dagegen ist qualitativ hochstehende Bauplastik vorhanden.
Das im Chor befindliche Grabmal der Grafen von Neuenburg ist ein Objekt von nationaler Bedeutung im Kulturgüterschutzinventar und gilt als «wichtigstes» Grabmal der Schweiz.

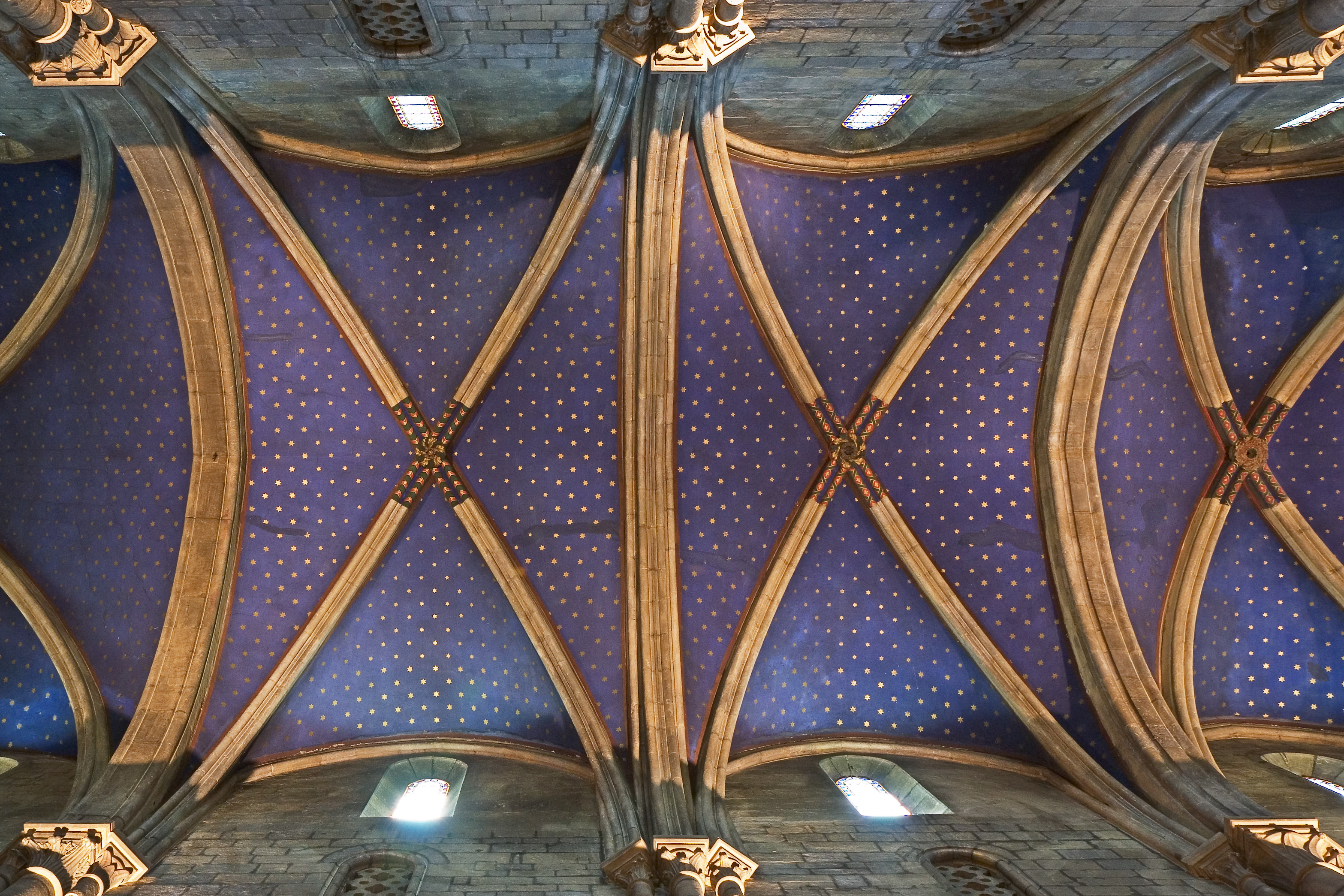
Farbig bemaltes Kreuzrippengewölbe

Seit dem Bau der Kirche wurde die Kirche mehrfach restauriert. Eine grosse Restaurierung und gleichzeitig Veränderung des Erscheinungsbildes fand ab 1867 durch den Architekten Léo Châtelain unter der Oberaufsicht des Kirchenbauarchitekten Ferdinand Stadler statt. Dieser Zustand war Leitlinie bei der letzten Restaurierung, die 2008 begonnen und im Frühjahr 2022 beendet wurde.
Die Kirche gehört der Stadt Neuenburg. Sie wird von der reformierten Landeskirche genutzt. Zudem finden in der Kirche Konzerte statt.
Auf dem Kirchenhof befindet sich eine Statue des Reformators Guillaume Farel.

## Orgeln
Die Kirche beherbergt zwei Orgeln.

### Walcker-Orgel

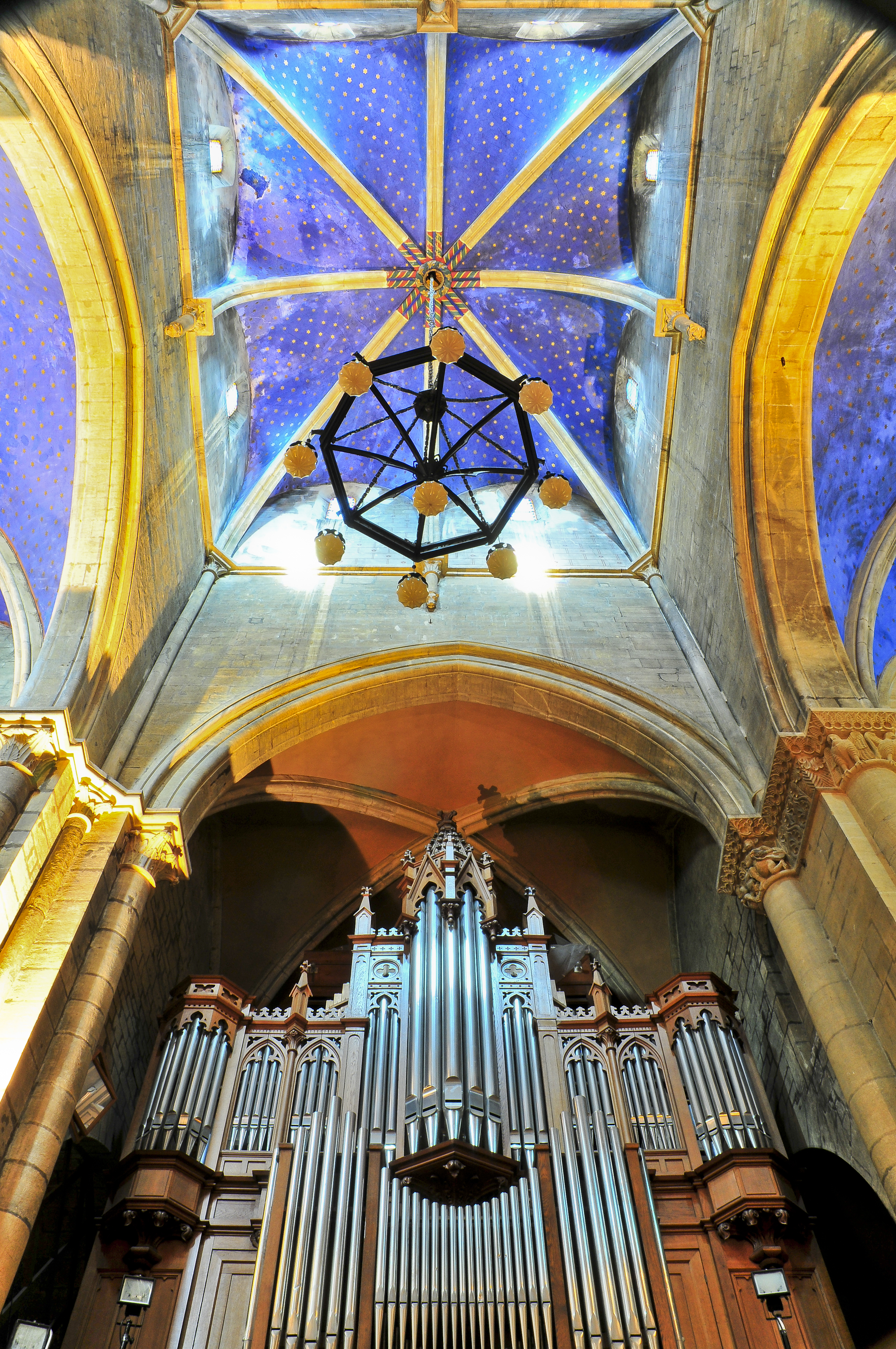
Blick auf die Walcker-Orgel

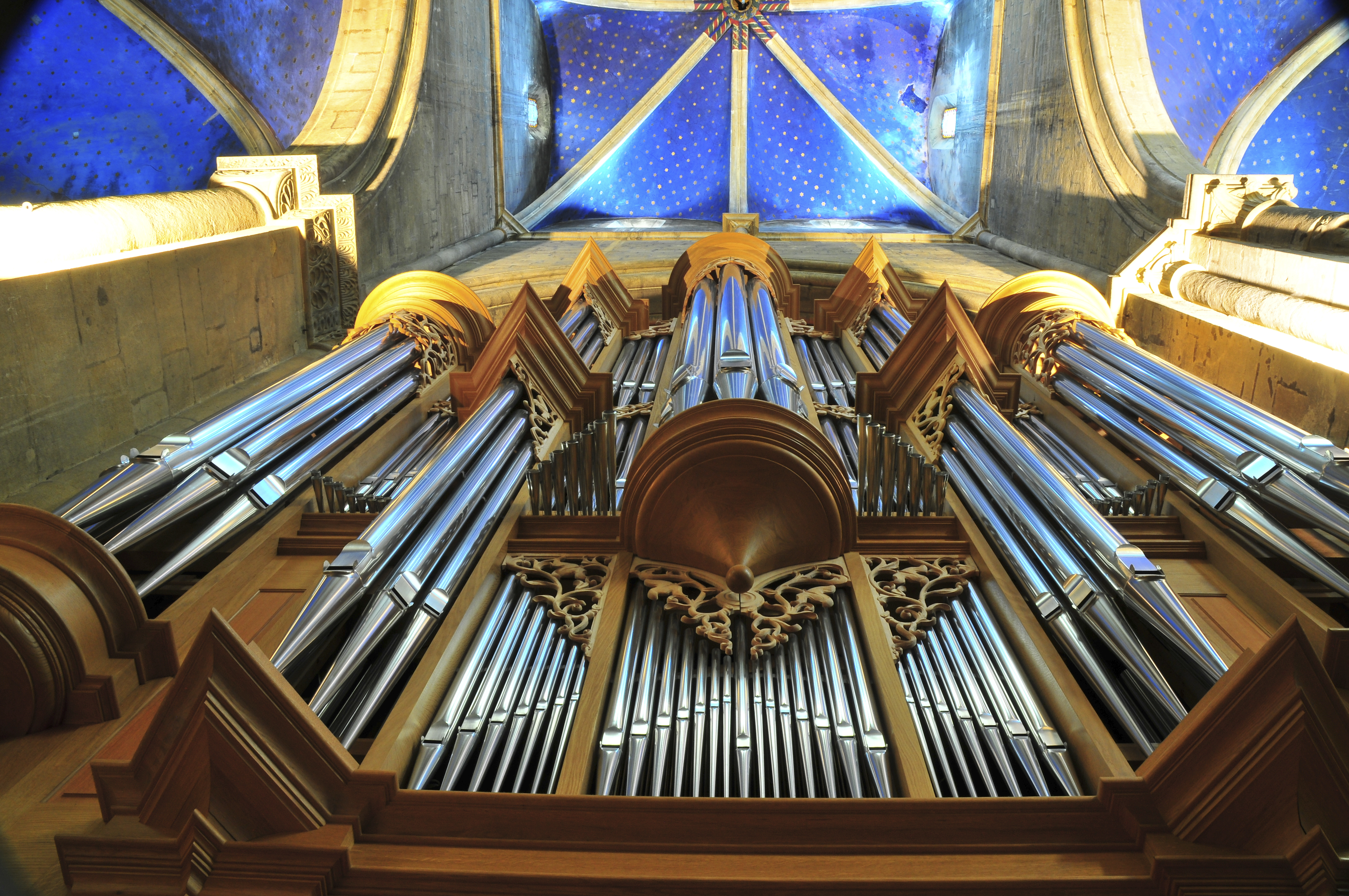
Orgel von 1996

Die ältere ist ein Instrument des Orgelbauers Eberhard Friedrich Walcker aus dem Jahre 1870. Sie ist derzeit nicht in Nutzung. Das Schleifladen-Instrument hat 45 Register auf drei Manualen und Pedal.
| Grand Orgue C– |     |
| Quintaton      | 16′ |
| Montre         | 8′  |
| Flûte en bois  | 8′  |
| Gemshorn       | 8′  |
| Bourdon        | 8′  |
| Prestant       | 4′  |
| Flûte          | 4′  |
| Doublette      | 2′  |
| Plein-Jeu      | 2′  |
| Cornet V       | 8′  |
| Bombarde       | 16′ |
| Trompette      | 8′  |
| Clairon        | 4′  |

| Positif de dos C– |       |
| Bourdon           | 8′    |
| Montre            | 4′    |
| Flûte             | 4′    |
| Doublette         | 2′    |
| Larigot           | 1 ⁄3′ |
| Cymbale           | 1′    |
| Cromorne          | 8′    |

| Récit expressif C– |        |
| Bourdon            | 16′    |
| Principal          | 8′     |
| Flûte conique      | 8′     |
| Bourdon            | 8′     |
| Salicional         | 8′     |
| Voix Céleste       | 8′     |
| Prestant           | 4′     |
| Flûte              | 4′     |
| Nazard             | 2 ⁄3′  |
| Flageolet          | 2′     |
| Tierce             | 1 3⁄5′ |
| Plein-Jeu          | 1 ⁄3′  |
| Hautbois           | 8′     |
| Trompette          | 8′     |
| Clairon            | 4′     |

| Pédale C– |     |
| Principal | 16′ |
| Soubasse  | 16′ |
| Bourdon   | 16′ |
| Principal | 8′  |
| Bourdon   | 8′  |
| Prestant  | 4′  |
| Bourdon   | 4′  |
| Bombarde  | 16′ |
| Trompette | 8′  |
| Clairon   | 4′  |

### St-Martin-Orgel
Die grosse Orgel wurde 1996 durch Manufacture d’orgues St.-Martin nach einem Entwurf von Guy Bovet erbaut. Das Instrument hat 41 Register auf vier Manualen und Pedal. Die Spiel- und Registertrakturen sind mechanisch. Das Instrument ist bei einer Höhe von 11 Metern und einem Gewicht von ca. 11 Tonnen auf Luftkissen fahrbar gebaut.
| Grand Orgue C–    |        |
| Montre            | 16′    |
| Montre            | 8′     |
| Quintaton         | 8′     |
| Prestant          | 4′     |
| Doublette         | 2′     |
| Tierce            | 1 3⁄5′ |
| Grosse Fourniture |        |
| Fourniture        |        |
| Cymbale           |        |
| Vox Carlos        | 8′     |
| Tremblant         |        |

| Positif C– |        |
| Salicional | 8′     |
| Bourdon    | 8′     |
| Prestant   | 4′     |
| Nazard     | 2 ⁄3′  |
| Flûte      | 2′     |
| Tierce     | 1 3⁄5′ |
| Larigot    | 1 ⁄3′  |
| Sifflet    | 1′     |
| Plein-Jeu  |        |
| Cromorne   | 8′     |
| Tremblant  |        |

| Écho expressif C– |       |
| Bourdon           | 8′    |
| Gambe             | 8′    |
| Flûte             | 4′    |
| Nazard            | 2 ⁄3′ |
| Flajollet         | 2′    |
| Cornet II         | 2 ⁄3′ |
| Hautbois          | 8′    |
| Tremblant         |       |

| Résonnance expressif C– |        |
| Flûte ouverte           | 8′     |
| Flûte                   | 4′     |
| Grosse Tierce           | 3 1⁄5′ |
| Cornet V                | 8′     |
| Trompete allemande      | 8′     |
| Bombarde                | 16′    |
| Trompette française     | 8′     |
| Clairon/Trompette       | 4′/8′  |
| Vox Monika              | 8′     |
| Tremblant               |        |

| Pédale C–   |        |
| Soubasse    | 32′    |
| Soubasse    | 16′    |
| Principal   | 8′     |
| Gros Nazard | 5 1⁄3′ |
| Posaune     | 16′    |

- Koppeln: IV/I, III/I, II/I, IV/II, III/II, IV/P, III/P, II/P, I/P
- Effektregister: Rossignol

## Glocken
Die vier Glocken des Geläuts sind auf beide Türme verteilt. Die zweitkleinste Glocke (ges3) wurde zum 400-jährigen Jubiläum der Reformation in Neuenburg gegossen und hängt im Nordturm, der erst 1870 erbaut worden war und in dem bis dahin keine Glocke hing. Die anderen – historischen – Glocken befinden sich im Südturm.
| Glocke | Giesser                 | Gussjahr | Durchmesser | Gewicht     | Schlagton |
| ------ | ----------------------- | -------- | ----------- | ----------- | --------- |
| 1      | François-Joseph Bournez | 1823     | 1560 mm     | ca. 2500 kg | b2+5⁄16   |
| 2      | Claude-Joseph Livremont | 1786     | 1250 mm     | ca. 1200 kg | es3+2⁄16  |
| 3      | H. Rüetschi             | 1930     | 1110 mm     | 0775 kg     | ges3−1⁄16 |
| 4      | –                       | 1503     | 0960 mm     | ca. 0500 kg | a3−2⁄16   |